# Mateo García
Mateo Ezequiel García (ur. 10 września 1996 w Córdobie) – argentyński piłkarz pochodzenia włoskiego występujący na pozycji skrzydłowego w meksykańskim Atlas FC.